# آلی رایسمن
آلکساندرا رُز "آلی" رایسمن (به انگلیسی: Alexandra Rose "Aly" Raisman) (زادهٔ ۲۵ مهٔ ۱۹۹۴) ژیمناست اهل ایالات متحده آمریکا است. او در المپیک ۲۰۱۶ ریو دو ژانیرو در بخش تیمی طلا گرفت و در مجموع چهار اسباب و حرکات زمینی به مدال نقره دست یافت.